# Zuxxez Entertainment
Zuxxez Entertainment (?   səkˈsɛs_ɛn.tɝˈteɪn.mənt) es un desarrollador de juegos de vídeo y editor con sede en Karlsruhe, Alemania. Fue fundada en 2000 por antiguos empleados de TopWare Interactive. Sus principales títulos son: Earth 2160 y Two Worlds, desarrollados por Reality Pump Studios.
En 2001 Zuxxez compró la insolvente editorial alemán de videojuegos TopWare Interactive, incluyendo su estudio central de desarrollo polaco TopWare Interactive Polonia, responsable de juegos como Earth 2140. Zuxxez también obtuvo los derechos que tenía en el momento sobre Septerra Core: Legacy of the Creator. Su nombre se cambió a Reality Pump en 2003.
En 2005 Zuxxez resucitó a TopWare Interactive como subsidiaria para todas sus actividades de publicación. Mantiene sus sucursales en el área metropolitana de Las Vegas y California. Zuxxez es un editor autorizado para todas las plataformas de juego de Nintendo, Sony y Microsoft. En 2011, Zuxxez decidió llamarse oficialmente como TopWare Interactive.